# Johnson N. Camden, Jr.
Johnson N. Camden, Jr. (Parkersburg, 1865. január 5. – Paris, 1942. augusztus 16.) az Amerikai Egyesült Államok szenátora (Kentucky, 1914–1915).